# Júpiter (planeta)
Júpiter és el cinquè planeta del sistema solar atenent la seva proximitat al Sol i el més gros de tots. Es tracta d'un gegant gasós amb una massa equivalent a una mil·lèsima part de la massa del Sol o dues vegades i mitja la massa de tots els altres planetes del sistema solar junts. Júpiter, el tercer objecte natural més lluminós del cel nocturn, després de la Lluna i Venus, és conegut des de la prehistòria. Fou anomenat en honor de Júpiter, el déu suprem de la mitologia romana.
Precedí els altres planetes del sistema solar. La seva migració cap a l'interior durant la fase primordial del sistema solar influí significativament en la formació dels altres planetes. L'hidrogen representa un 90% del seu volum, mentre que l'heli aporta un 25% de la seva massa i un 10% del seu volum. La calor generada per la contracció de l'interior de Júpiter ultrapassa la que li arriba del Sol. Sembla que la seva estructura interna consisteix en un mantell exterior d'hidrogen metàl·lic fluid i un nucli interior difós compost de material més dens. La seva alta velocitat de rotació (una cada deu hores) el converteix en un esferoide oblat, és a dir, el fa una mica més gruixut a l'equador. L'atmosfera exterior es divideix en un conjunt de bandes latitudinals amb turbulències i tempestes als seus límits. La conseqüència més destacada d'aquest fenomen és la Gran Taca Vermella, una tempesta gegantina observada com a mínim des del 1831.
Té un diàmetre de 142.984 km (unes 11 vegades el de la Terra). La seva òrbita se situa aproximadament a 5 ua (750.000.000 km) del Sol, entre les òrbites de Mart i Saturn. Té 79 satèl·lits naturals. És el segon planeta del sistema solar amb mes satèl·lits coneguts, després de Saturn, que en té 82. Els més importants són els quatre satèl·lits galileans: Io, Europa, Ganimedes i Cal·listo.

## Característiques físiques
Júpiter és el més massiu dels planetes del sistema solar. La seva massa equival a unes 310 vegades la de la Terra i a unes 2,5 vegades la suma de les masses de tots els altres planetes. Tanmateix, s'han descobert més d'un centenar de planetes extrasolars amb masses semblants o superiors a la massa de Júpiter. També té el rècord de volum (1.400 vegades el de la Terra) i és el planeta amb la velocitat de rotació més ràpida. Per tant, té el període de rotació més curt (menys de 10 hores), cosa que dona lloc a un lleuger aplatament fàcilment visible des de la Terra per telescopis amateurs.
La seva atmosfera està permanentment coberta de núvols estructurats en franges horitzontals de colors rogencs. Aquests tenen una forta dinàmica de vents zonals amb velocitats de fins a 150 m/s i mostren un alt grau de turbulència.

### Observació al cel nocturn Terrestre

#### Magnitud
Generalment, és el quart objecte més lluminós (és a dir amb menys magnitud aparent) del cel (després del Sol, la Lluna i Venus), tot i que a vegades Mart pot ser més lluminós que Júpiter.

#### Gran Conjunció
Cada 20 anys aproximadament, es produeix la Gran Conjunció, fenomen en el qual Júpiter i Saturn apareixen molt propers al cel terrestre, degut a l'«avançament» de Júpiter en la seva òrbita a Saturn des del punt de vista d'un observador des de la Terra.

### Massa

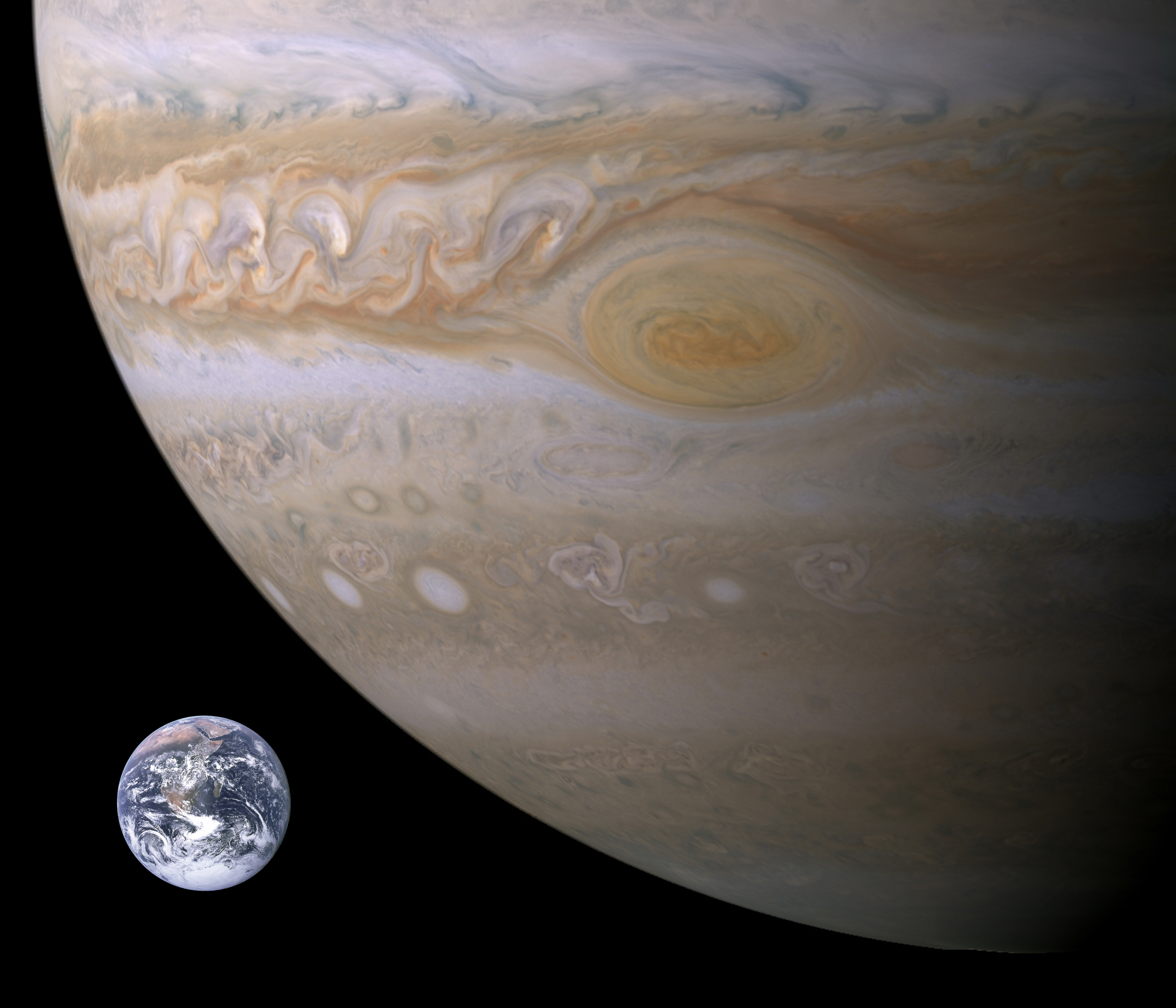
Comparació aproximada de la mida de la Terra i Júpiter amb la Gran Taca Vermella

Júpiter té una massa 2,5 vegades la massa de tots els planetes del sistema solar junts; és tan massiu que el seu baricentre amb el Sol se situa per sobre de la superfície solar a 1,068 radis solars del centre del Sol. Encara que el seu diàmetre és onze vegades més gran que el de la Terra, la seva densitat és considerablement més baixa. El volum de Júpiter és 1.321 vegades el de la Terra; tot i això, només és 318 vegades més massiu. Júpiter té un radi 0,10 vegades el radi solar, i té una massa de 0,001 vegades la massa solar, fent que tinguin aproximadament la mateixa densitat. La «massa de Júpiter» (MJ o MJup) s'usa habitualment com a unitat per a descriure les masses d'altres objectes, particularment els planetes extrasolars i nans marrons. Per exemple, el planeta extrasolar HD 209458 b té una massa de 0,69 MJ, mentre COROT-7b té una massa de 0,015 MJ.
Els models teòrics indiquen que si Júpiter tingués més massa de la que té actualment, el planeta podria encongir-se. Per canvis petits en la massa, el radi no canviaria de manera apreciable, per sobre dels 500 masses terrestres (1,6 masses de Júpiter) l'interior esdevindria tan comprimit sota l'augment de la força gravitacional que el volum del planeta començaria a disminuir a pesar de l'augment de matèria. Per això, es pensa que Júpiter té el diàmetre que un planeta per la seva composició i evolució pot arribar a tenir. S'especula que Júpiter podria assolir un dels diàmetres més amplis que un planeta d'aquestes característiques i evolució pot aconseguir. El procés de reducció del volum amb augment de massa podria continuar fins que s'arribés a una combustió estel·lar, com en les nanes marrons, amb una massa 50 vegades la de Júpiter.
. Això ha portat alguns astrònoms a qualificar-lo «d'estrella fracassada», encara que no queda clar si els processos involucrats en la formació de planetes com Júpiter s'assemblen als processos de creació de sistemes estel·lars múltiples.
Tot i que Júpiter necessitaria una massa 75 vegades superior per a cremar l'hidrogen i convertir-se en una estrella, la nana vermella més petita només té un radi un 30% més gran que Júpiter. A pesar d'això, Júpiter irradia més calor que la que rep del Sol. La quantitat de calor produïda dins el planeta és pràcticament igual a la radiació solar total que rep. Aquesta radiació addicional es genera pel mecanisme de Kelvin–Helmholtz, per contracció adiabàtica. Aquest procés produeix un encongiment del planeta d'uns 2 cm per any. Quan es formà el planeta, Júpiter era molt més calent i tenia el doble del diàmetre actual.

### Atmosfera

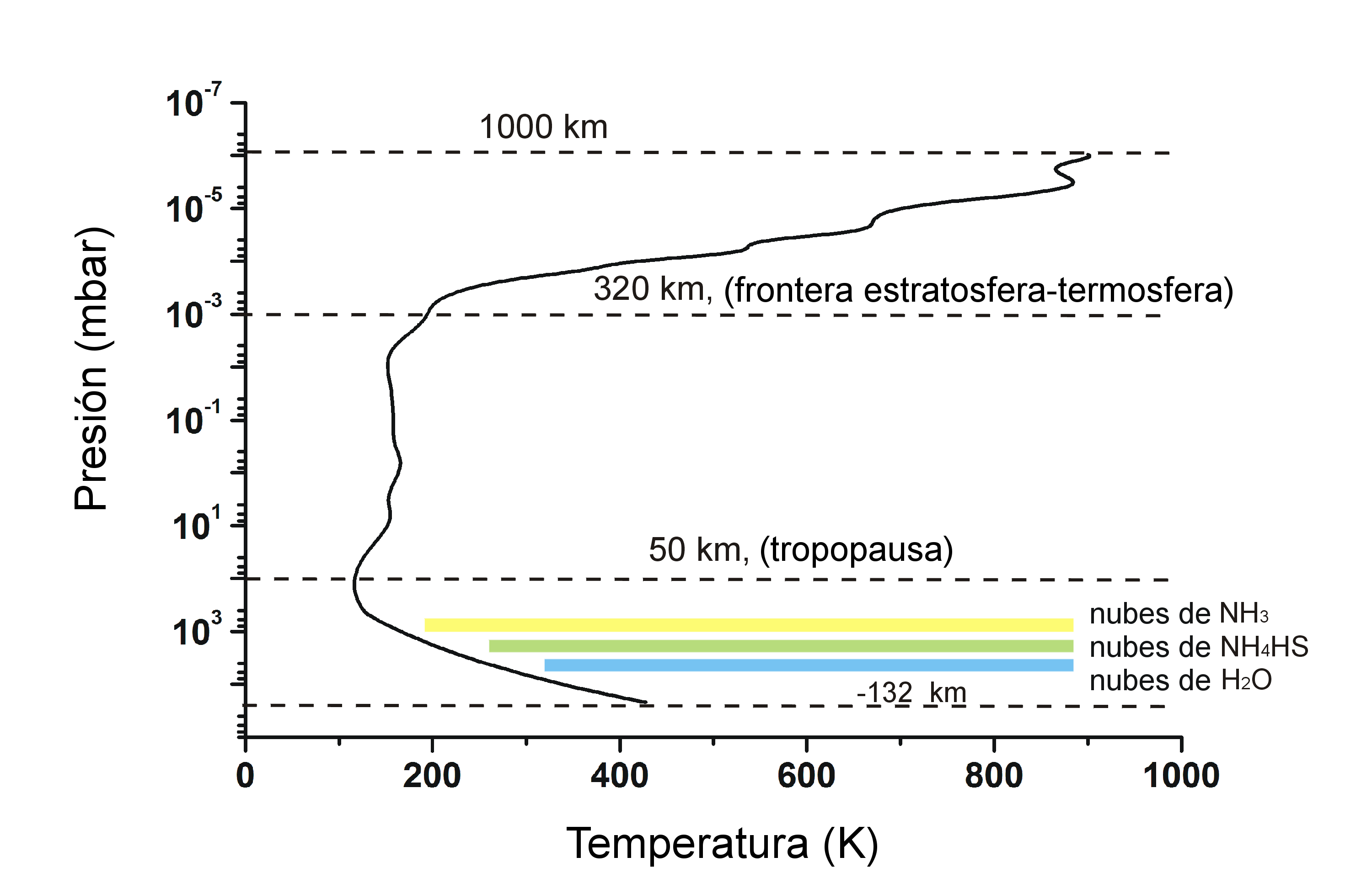
Estructura de l'atmosfera Joviana.

L'atmosfera de Júpiter està composta bàsicament per hidrogen (90%) i heli (10%) en nombre d'àtoms i 75%/24% en massa, amb l'1% restant format per altres substàncies. Les capes interiors de l'atmosfera contenen materials més densos i dona una distribució de 71%/24%/5%, respectivament. L'atmosfera conté quantitats significatives de metà, amoníac, deuteri, età, vapor d'aigua i «roca» i traces de carboni, sulfur d'hidrogen, neó, oxigen, fosfà i sofre.
La capa de núvols superior està formada probablement per cristalls d'amoníac congelat. El color rogenc ve donat per algun tipus d'agent colorant desconegut encara, i se'n suggereixen compostos de sofre o fòsfor. Per davall dels núvols visibles, Júpiter té molt possiblement núvols més densos d'un compost químic format per amoníac i hidrogensulfur d'amoni (NH₄SH). A una pressió entorn de 5-6 bars, existeix possiblement una capa encara més densa de núvols d'aigua. Una de les proves de l'existència dels núvols, la constituïx l'observació de descàrregues elèctriques compatibles amb tempestats profundes a aquests nivells de pressió. Les tempestes convectives poden a vegades estendre's des dels 5 bars fins als 300-500 mbar, uns 150 km en vertical.

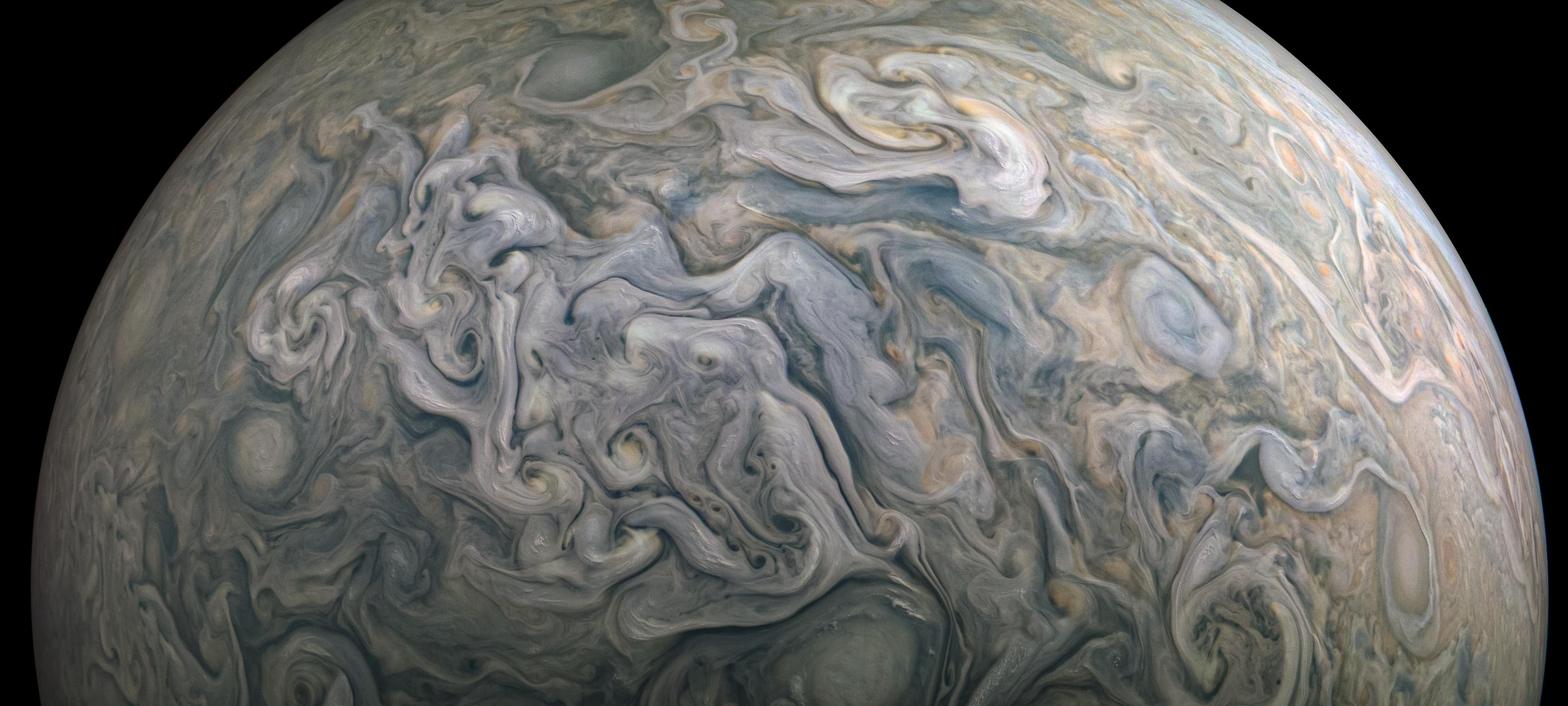
Textura de l'atmosfera de Júpiter, captada per la sonda Juno.

#### Bandes i zones
L'atmosfera de Júpiter està dividida en cinturons foscos anomenats bandes i regions clares anomenades zones, tots aquests en la direcció dels paral·lels. Les bandes i zones delimiten un sistema de corrents de vents alternants en direcció amb la latitud i en general de gran intensitat, per exemple, els vents a l'equador bufen a velocitats entorn de 100 m/s (360 km/h). En la banda equatorial Nord, els vents poden arribar a bufar a 150 m/s (540 km/h).

Moviment dels núvols de Júpiter, en projecció cilíndrica. Es tracta del primer vídeo en color Júpiter de la nau espacial Cassini de la NASA.

#### La Gran Taca Vermella
Júpiter té una enorme formació meteorològica en la seva atmosfera anomenada la Gran Taca Vermella. És fàcilment observable pels telescopis dels astrònoms aficionats donades les seves grans dimensions, el doble del diàmetre de la Terra. El científic anglès Robert Hooke va observar, fa més de 300 anys, una gran formació meteorològica que podria ser la Gran Taca Vermella. Meteorològicament, la Gran Taca vermella és un enorme anticicló molt estable en el temps. Els vents en la perifèria del vèrtex tenen una intensitat pròxima als 400 km/h.

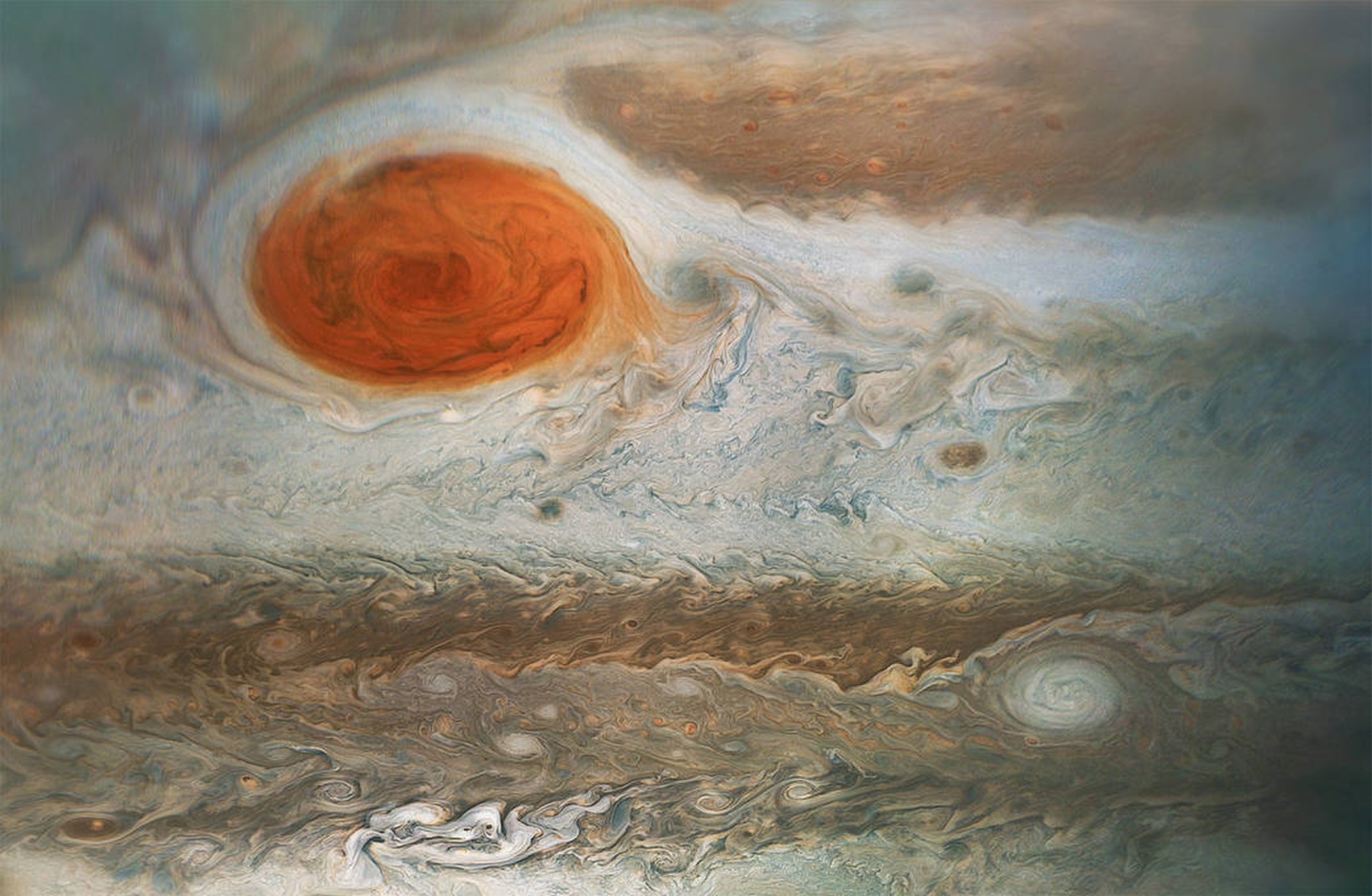
La gran taca vermella i les seves zones turbulentes circumdants.

### Estructura interna
En l'interior del planeta, l'hidrogen i l'heli es comprimeixen progressivament. L'hidrogen molecular, H₂, es comprimeix de tal manera que es transforma en un líquid de caràcter metàl·lic a profunditats d'uns 10.000 km respecte a la superfície. Més avall, s'espera l'existència d'un nucli rocós format principalment per materials gelats. L'existència de les diferents capes ve determinada per l'estudi del potencial gravitatori del planeta mesurat per les diferents sondes espacials. Si existís el nucli intern, provaria la teoria de formació planetària a partir d'un disc de planetesimals. Júpiter és tan massiu que encara no s'ha alliberat de la calor acumulada en la seva formació i conté, per tant, una important font interna de calor que ha sigut mesurada de manera precisa i equival a 5,4 W/m². Açò significa que l'interior del planeta està mesclat de manera eficaç, almenys fins a nivells pròxims als núvols d'aigua a 5 bars.

Diagrama de Júpiter, el seu interior, característiques superficials, anells i llunes interiors.

### Magnetosfera

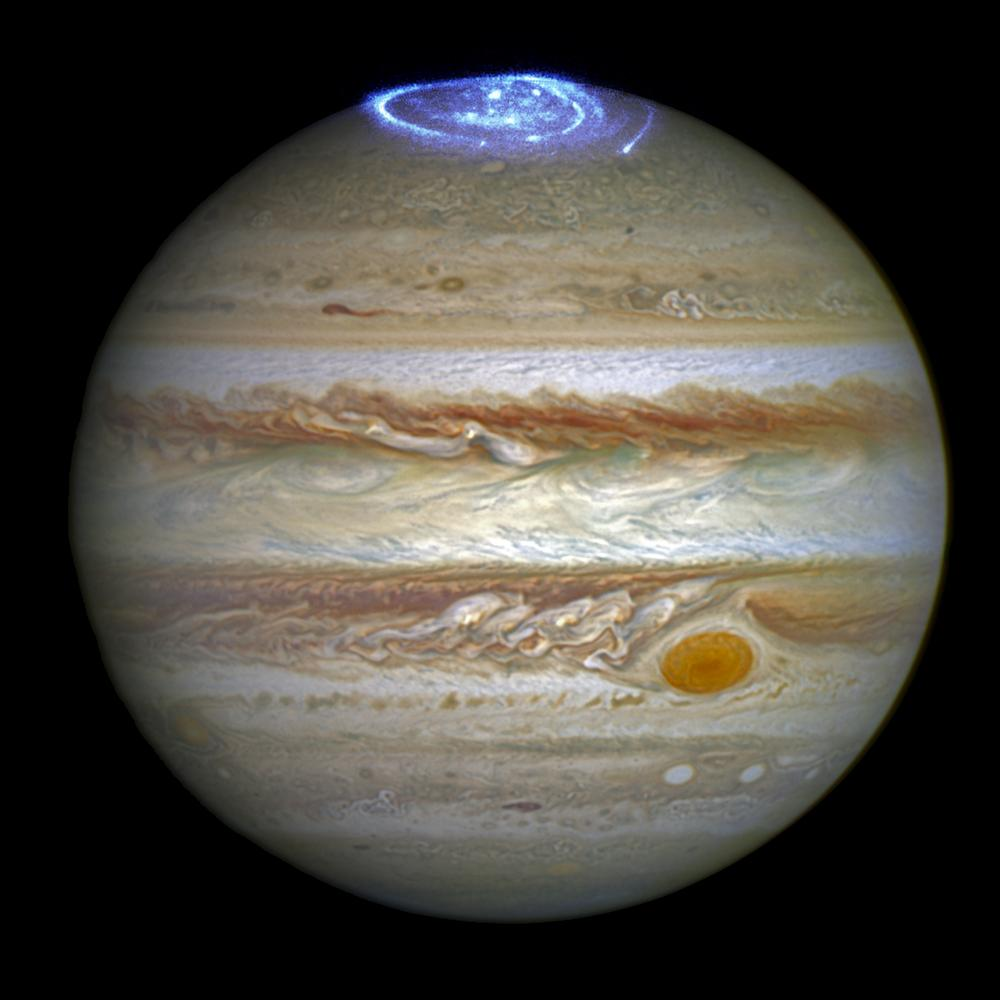
Aurores boreals de Júpiter, captades pel telescopi espacial Hubble.

Júpiter té una magnetosfera extensa i de molta intensitat. El camp magnètic de Júpiter és l'estructura de major mida en el sistema solar: podria veure's des de la Terra ocupant un espai equivalent al de la lluna plena a pesar d'estar molt més lluny. Les partícules carregades són capturades pel camp magnètic jovià i conduïdes cap a les regions polars on produïxen impressionants aurores. Per un altre costat, les partícules expel·lides pels volcans de la lluna Ió formen un pol de rotació en què el camp magnètic atrapa material addicional que és conduït a través de les línies de camp sobre l'atmosfera superior del planeta.
Les sondes Pioneer 10 i Pioneer 11 van confirmar l'existència del camp magnètic jovià i la seva intensitat, més de 10 vegades superior a la terrestre i contenint més de 20.000 vegades l'energia associada al camp terrestre. Les Pioneer van descobrir que l'ona de xoc de la magnetosfera joviana s'estén a 26 milions de quilòmetres del planeta amb la cua magnètica estenent-se més enllà de l'òrbita de Saturn.
Les variacions del vent solar originen ràpides variacions en la grandària de la magnetosfera. Aquest aspecte va ser estudiat per les sondes Voyager 1 i Voyager 2. També es va descobrir que els àtoms carregats eren expulsats de la magnetosfera joviana amb gran intensitat i eren capaços d'aconseguir l'òrbita de la Terra. També es van trobar corrents elèctrics fluint de Júpiter a algunes de les seues llunes, particularment Ió i també en menor grau Europa.

## Satèl·lits

Animació accelerada del moviment dels satèl·lits Galileans al voltant de Júpiter.

Els quatre grans satèl·lits de Júpiter van ser descoberts per Galileo Galilei l'any 1610, raó per la qual se'ls anomena «satèl·lits galileians». Van ser els primers satèl·lits a ser descoberts, a part de la Lluna. El descobriment d'aquests satèl·lits va constituir un punt d'inflexió en la llarga disputa entre el sistema geocèntric i el copernicà (heliocèntric). En aquest últim, era molt més fàcil explicar el moviment i la mateixa existència d'uns objectes que clarament no giraven al voltant de la Terra.
| Nom       | Diàmetre (km) | Massa (kg) | Radi orbital (km) | Període orbital (dies) |
| --------- | ------------- | ---------- | ----------------- | ---------------------- |
| Io        | 3.643         | 8,93·1022  | 421.800           | 1,769                  |
| Europa    | 3.122         | 4,80·1022  | 671.100           | 3,551                  |
| Ganimedes | 5.262         | 1,48·1023  | 1.070.400         | 7,155                  |
| Cal·listo | 4.821         | 1,08·1023  | 1.882.700         | 16,689                 |

La distància d'aquests satèl·lits al planeta Júpiter ajuda a explicar algunes de les seves característiques: Io està subjecte a les forces de marea més fortes. Aquestes tensions generen un escalfament intern que s'allibera a la superfície i fa que Io sigui el cos volcànicament més actiu del nostre sistema solar. Europa sembla tenir un nucli de roca/ferro, una capa de gel a la seva superfície i té el potencial d'albergar zones d'aigua locals o globals entre aquestes capes. La lluna menys activa és Ganimedes. Cal·listo, no mostra cap evidència d'activitat interna.

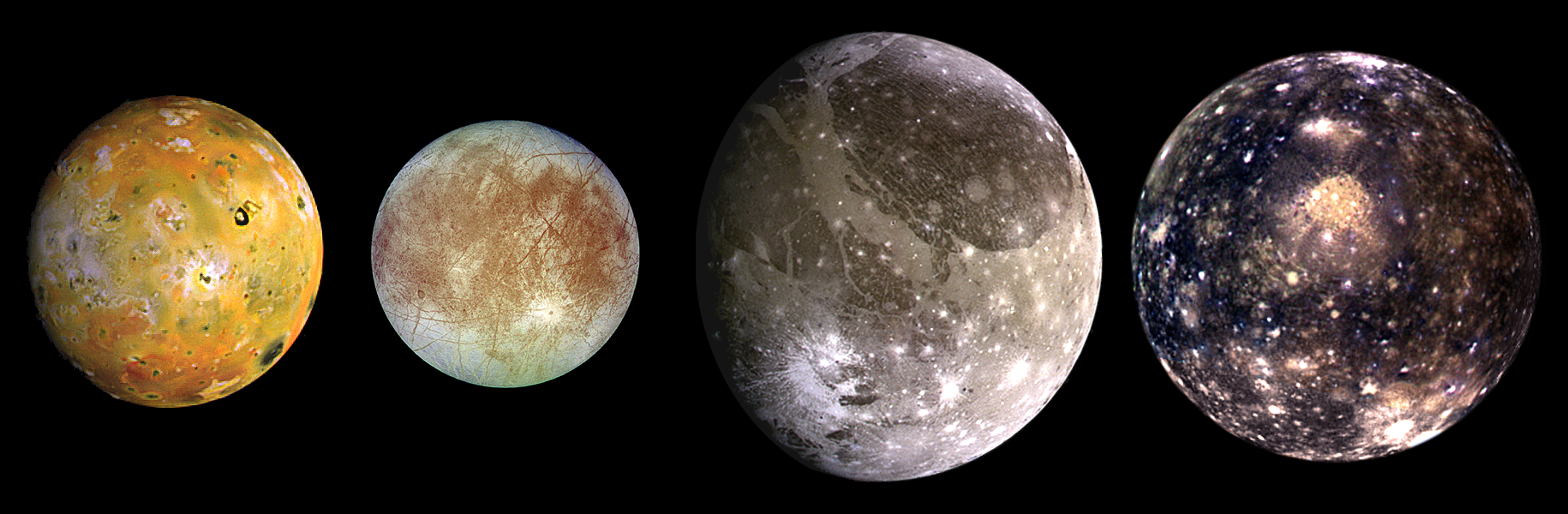
Els quatre satèl·lits galileans. D'esquerra a dreta, en ordre creixent de distància a Júpiter: Io, Europa, Ganímedes i Cal·listo.

Les observacions des de telescopis terrestres i les diferents sondes espacials que han passat prop de Júpiter han ampliat el nombre total de satèl·lits coneguts fins a 79. Els satèl·lits de Júpiter reben els noms d'amants del déu Zeus (Júpiter) de la mitologia grega. Des dels temps de Galileu i fins a mitjan segle xx, se'ls denominava per nombres romans segons el seu ordre de proximitat al planeta.

## Sistema d'anells

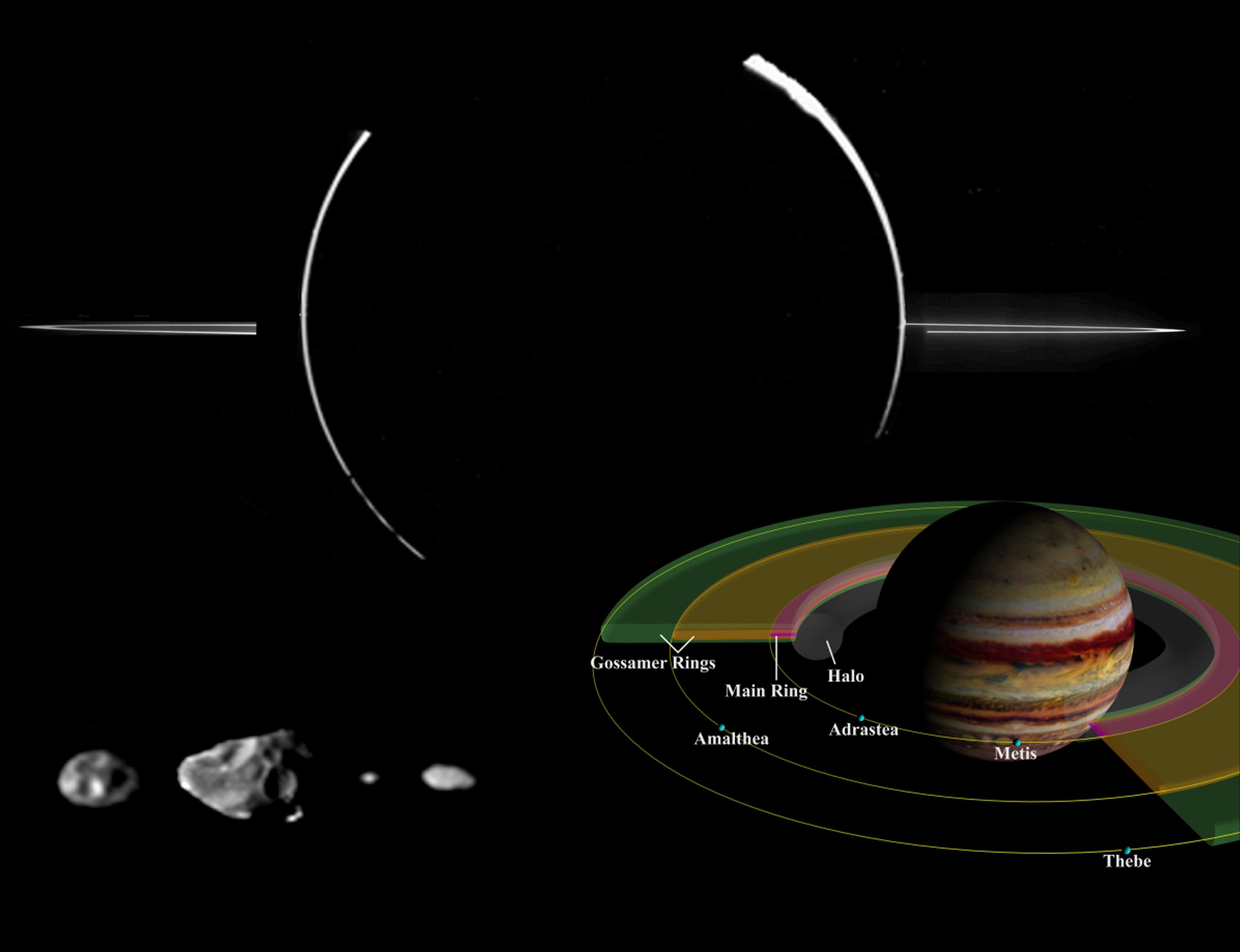
Mosaic que mostra l'anell jovià i les petites llunes interiors de Júpiter. A dalt, fotografia de les anelles de Júpiter. La composició està formada per diverses fotos preses per la sonda Galileu quan es trobava a l'ombra de Júpiter mirant cap al Sol. A l'inferior esquerre, imatges de les llunes Teba, Amaltea, Adrastea i Metis. A l'inferior dret, esquema del sistema d'anells jovians.

Júpiter té un tènue sistema d'anells que va ser descobert per la sonda Voyager 1 el 1979. Els anells són inestables a escales de temps d'uns 1.000 anys i, per aquest fet, han de ser contínuament regenerats, potser per l'impacte de micrometeorits amb els satèl·lits de Júpiter. Hi ha un anell principal i dos anells més tènues cap a l'exterior denominats anells de Gossamer. En l'interior de l'anell principal, hi ha un halo de material difús. Els anells pareixen estar compostos de partícules fosques de pols.

## Formació
Les teories de formació del planeta són de dos tipus: formació a partir d'un nucli de gels d'una massa entorn de 10 vegades la massa terrestre capaç d'atraure i acumular el gas de la nebulosa protosolar o formació primerenca per col·lapse gravitatori directe. Ambdós models tenen implicacions molt distintes per als models generals de formació del sistema solar i dels sistemes de planetes extrasolars.

## Exploració

Fotografies de l'aproximació del Voyager 1 a Júpiter.

Júpiter ha sigut visitat per diverses missions espacials de la NASA. Les missions Pioneer 10 i Pioneer 11 van dur a terme una exploració preliminar amb sobrevols del planeta en els anys 70. Les missions Voyager 1 i Voyager 2 van visitar Júpiter el 1979 i revolucionaren el coneixement que es tenia del planeta i les seves llunes i descobriren també el seu sistema d'anells. El 1995, la missió Galileu, que constava d'una sonda i un orbitador, va iniciar una exploració del planeta de 7 anys. El desembre de l'any 2000, la missió espacial Cassini-Huygens va emprendre un sobrevol llunyà de Júpiter en el seu viatge amb destinació a Saturn.

## Interacció amb el sistema solar
Juntament amb el Sol, la influència gravitacional de Júpiter ha ajudat a donar forma al sistema solar. Les òrbites de la majoria de planetes del sistema solar es troben més a prop del pla orbital de Júpiter que del pla equatorial solar (Mercuri és l'únic planeta més a prop de l'equador solar en la inclinació orbital), els buits de Kirkwood en el cinturó d'asteroides són en la seva majoria deguts a Júpiter, i el planeta pot haver estat responsable del gran bombardeig tardà de la història de l'interior del sistema solar.
A més de les seves llunes, el camp gravitatori de Júpiter controla nombrosos asteroides que s'han anat assentant a les regions dels punts de Lagrange, precedint i seguint Júpiter en la seva òrbita al voltant del Sol. Són coneguts com els asteroides troians, i estan dividits entre «grecs» i «troians», commemorant els bàndols de la Ilíada. El primer d'aquests, 588 Achilles, va ser descobert per Max Wolf el 1906; se n'han descobert més de dos mil. El més gran n'és el 624 Hektor.
Júpiter ha estat anomenat l'aspiradora del sistema solar a causa del seu immens pou gravitatori i la ubicació a prop de l'interior del sistema solar. Rep els impactes més freqüents de cometes, d'entre els planetes del sistema solar. Durant molt de temps, s'havia cregut que el planeta havia fet de refugi dels planetes interiors, resguardant-los dels impactes de cometes. No obstant això, simulacions informàtiques recents suggereixen que la presència de Júpiter no causa un decreixement net en el nombre de cometes que arriben a l'interior del sistema solar, ja que la gravetat de Júpiter pertorba les òrbites dels cometes en el mateix grau, aproximadament, d'atracció que de repulsió.

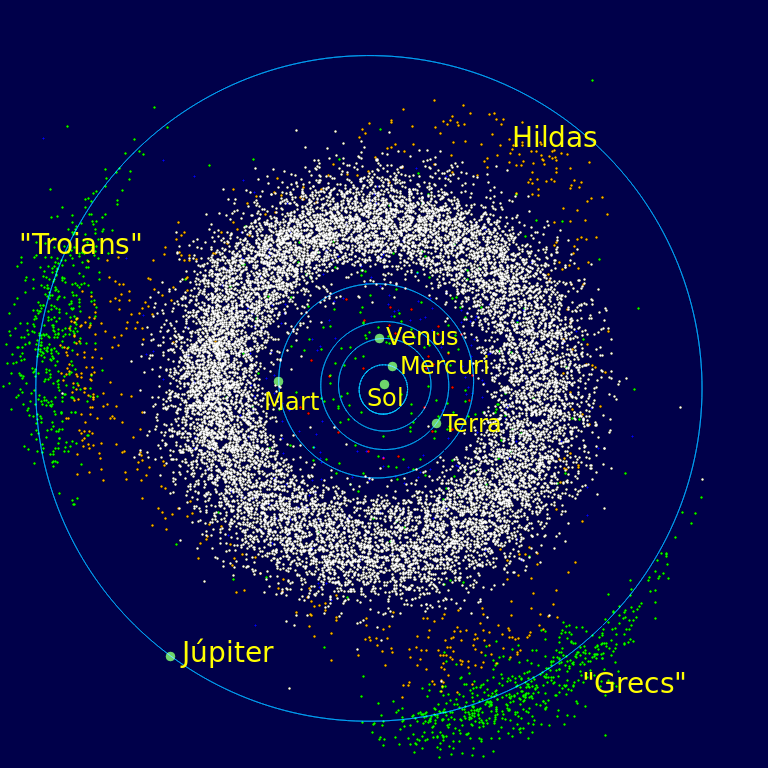
Aquest diagrama mostra els asteroides troians de l'òrbita de Júpiter, així com el cinturó d'asteroides.

La majoria de cometes de curt període pertanyen a la família de Júpiter definida com a cometes amb semieixos majors més petits que els de Júpiter. La família de cometes de Júpiter, es creu que es va formar en el cinturó d'asteroides fora de l'òrbita de Neptú. Durant les trobades amb Júpiter, les seves òrbites són pertorbades, adquirint un període més petit i llavors són arrodonides per la interacció gravitacional regular amb el Sol i Júpiter.

### Impacte del cometa SL9

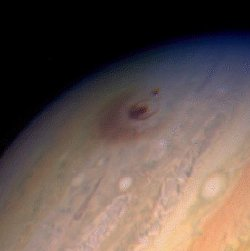
Imatge de les restes d'un dels impactes del cometa Shoemaker-Levy 9 en l'atmosfera de Júpiter presa pel Telescopi Espacial Hubble

Entre el 16 i el 22 de juliol del 1994, vint fragments del cometa Shoemaker-Levy 9 van impactar contra l'atmosfera de Júpiter. Aquest fet va ser aprofitat per a obtenir informació sobre la composició d'elements del planeta. El cometa havia estat disgregat per les forces de marea degudes a l'acció de la gravetat de Júpiter durant un pas anterior del cometa per les proximitats del planeta.

## Possibilitat de vida
El 1953, l'experiment de Miller i Urey va demostrar que una combinació de descàrregues elèctriques i els composts químics existents en l'atmosfera primordial de la Terra podria formar composts orgànics (incloent-hi aminoàcids) que podrien servir com a blocs constructors de la vida. L'atmosfera simulada incloïa aigua, metà, amoníac i hidrogen molecular; tot de molècules que encara es troben a l'atmosfera de Júpiter. Tanmateix, aquesta té una potent circulació vertical d'aire, que podria desplaçar aquests compostos químics a les regions més internes. Les altes temperatures presents en aquesta zona escindirien aquestes molècules, cosa que hi faria impossible la formació de vida.
Es considera altament improbable que hi hagi cap vida semblant a la terrestre a Júpiter, ja que hi ha una quantitat ínfima d'aigua a l'atmosfera i l'única superfície sòlida és el nucli i es troba a una gran profunditat, sota una extraordinària pressió atmosfèrica. Tanmateix, el 1976, abans de les missions Voyager, es va fer la hipòtesi que una vida basada en l'amoníac (o l'aigua) podria evolucionar en l'atmosfera de Júpiter. Aquesta hipòtesi estava fonamentada en l'ecologia dels oceans terrestres, en què al cim hi ha plàncton fotosintètic, peixos a nivells més baixos menjant-se aquestes criatures, i depredadors marins que cacen els peixos.